# Osmylops halberdis
Osmylops halberdis är en insektsart som beskrevs av Oswald 1998. Osmylops halberdis ingår i släktet Osmylops och familjen Nymphidae. Inga underarter finns listade i Catalogue of Life.